# Ekwador na Letnich Igrzyskach Olimpijskich 1968
Ekwador na Letnich Igrzyskach Olimpijskich 1968 reprezentowało 15 zawodników: 14 mężczyzn i 1 kobieta. Był to drugi start reprezentacji Ekwadoru na letnich igrzyskach olimpijskich.

## Reprezentanci

### Boks
Mężczyźni
| Zawodnik         | Konkurencja | 1/32             | 1/16              | 1/8              | Ćwierćfinał      | Półfinał         | Finał            | Finał   |
| Zawodnik         | Konkurencja | Przeciwnik Wynik | Przeciwnik Wynik  | Przeciwnik Wynik | Przeciwnik Wynik | Przeciwnik Wynik | Przeciwnik Wynik | Miejsce |
| ---------------- | ----------- | ---------------- | ----------------- | ---------------- | ---------------- | ---------------- | ---------------- | ------- |
| Rafael Anchundia | 54 kg       | —                | Sokołow P 2-3     | NQ               | NQ               | NQ               | NQ               | NQ      |
| Samuel Valencia  | 63,5 kg     | —                | Veselinović P 2-3 | NQ               | NQ               | NQ               | NQ               | NQ      |

### Gimnastyka
| Zawodnik       | Konkurencja                 | Finał    | Finał    | Finał    | Finał    | Finał    | Finał    | Finał | Finał   |
| Zawodnik       | Konkurencja                 | Przyrząd | Przyrząd | Przyrząd | Przyrząd | Przyrząd | Przyrząd | Razem | Miejsce |
| Zawodnik       | Konkurencja                 | FX       | PH       | SR       | VT       | PB       | HB       | Razem | Miejsce |
| -------------- | --------------------------- | -------- | -------- | -------- | -------- | -------- | -------- | ----- | ------- |
| Sergio Luna    | ćwiczenia wolne             | 15,05    | —        | —        | —        | —        | —        | 15,05 | 111.    |
| Sergio Luna    | ćwiczenia na koniu z łękami | —        | 11,25    | —        | —        | —        | —        | 11,25 | 111.    |
| Sergio Luna    | ćwiczenia na kółkach        | —        | —        | 16,70    | —        | —        | —        | 16,70 | 91.     |
| Sergio Luna    | skok                        | —        | —        | —        | 17,05    | —        | —        | 17,05 | 106.    |
| Sergio Luna    | ćwiczenia na poręczach      | —        | —        | —        | —        | 16,65    | —        | 16,65 | 105.    |
| Sergio Luna    | ćwiczenia na drążku         | —        | —        | —        | —        | —        | 16,60    | 16,60 | 106.    |
| Sergio Luna    | wielobój indywidualny       | 15,05    | 11,25    | 16,70    | 17,05    | 16,65    | 16,60    | 93,30 | 110.    |
| Pedro Rendón   | ćwiczenia wolne             | 13,75    | —        | —        | —        | —        | —        | 13,75 | 112.    |
| Pedro Rendón   | ćwiczenia na koniu z łękami | —        | 9,30     | —        | —        | —        | —        | 9,30  | 113.    |
| Pedro Rendón   | ćwiczenia na kółkach        | —        | —        | 12,45    | —        | —        | —        | 12,45 | 114.    |
| Pedro Rendón   | skok                        | —        | —        | —        | 13,90    | —        | —        | 13,90 | 112.    |
| Pedro Rendón   | ćwiczenia na poręczach      | —        | —        | —        | —        | 13,25    | —        | 13,25 | 113.    |
| Pedro Rendón   | ćwiczenia na drążku         | —        | —        | —        | —        | —        | 8,15     | 8,15  | 115.    |
| Pedro Rendón   | wielobój indywidualny       | 13,75    | 9,30     | 12,45    | 13,90    | 13,25    | 8,15     | 70,80 | 113.    |
| Eduardo Nájera | ćwiczenia wolne             | 15,20    | —        | —        | —        | —        | —        | 15,20 | 110.    |
| Eduardo Nájera | ćwiczenia na koniu z łękami | —        | 7,50     | —        | —        | —        | —        | 7,50  | 114.    |
| Eduardo Nájera | ćwiczenia na kółkach        | —        | —        | 13,85    | —        | —        | —        | 13,85 | 111.    |
| Eduardo Nájera | skok                        | —        | —        | —        | 8,05     | —        | —        | 8,05  | 116.    |
| Eduardo Nájera | ćwiczenia na poręczach      | —        | —        | —        | —        | 12,70    | —        | 12.70 | 114.    |
| Eduardo Nájera | ćwiczenia na drążku         | —        | —        | —        | —        | —        | 12,75    | 12,75 | 112.    |
| Eduardo Nájera | wielobój indywidualny       | 15,20    | 7,50     | 13,85    | 8,05     | 12,70    | 12,75    | 70,05 | 114.    |

### Kolarstwo
Mężczyźni
| Zawodnik       | Konkurencja                | Czas       | Pozycja |
| -------------- | -------------------------- | ---------- | ------- |
| Noé Medina     | Wyścig ze startu wspólnego | DNF        | DNF     |
| Victor Morales | Wyścig ze startu wspólnego | DNF        | DNF     |
| Arnulfo Pozo   | Wyścig ze startu wspólnego | DNF        | DNF     |
| Hipólito Pozo  | Wyścig ze startu wspólnego | DNF        | DNF     |
| Noé Medina     | Drużynowa jazda na czas    | 2:25:15,26 | 22.     |
| Victor Morales | Drużynowa jazda na czas    | 2:25:15,26 | 22.     |
| Arnulfo Pozo   | Drużynowa jazda na czas    | 2:25:15,26 | 22.     |
| Hipólito Pozo  | Drużynowa jazda na czas    | 2:25:15,26 | 22.     |

### Lekkoatletyka
Mężczyźni
| Zawodnik          | Konkurencja | Eliminacje | Eliminacje | Ćwierćfinał | Ćwierćfinał | Półfinał | Półfinał | Finał   | Finał   |
| Zawodnik          | Konkurencja | Wynik      | Miejsce    | Wynik       | Miejsce     | Wynik    | Miejsce  | Wynik   | Miejsce |
| ----------------- | ----------- | ---------- | ---------- | ----------- | ----------- | -------- | -------- | ------- | ------- |
| Gustavo Gutiérrez | maraton     | —          | —          | —           | —           | —        | —        | 3:03:07 | 53.     |

### Pływanie
Mężczyźni
| Zawodnik          | Konkurencja      | Eliminacje | Eliminacje | Półfinał | Półfinał | Finał | Finał   |
| Zawodnik          | Konkurencja      | Czas       | Miejsce    | Czas     | Miejsce  | Czas  | Miejsce |
| ----------------- | ---------------- | ---------- | ---------- | -------- | -------- | ----- | ------- |
| Fernando González | 100 m dowolnym   | 58,6       | 50.        | NQ       | NQ       | NQ    | NQ      |
| Fernando González | 200 m dowolnym   | 2:07,3     | 37.        | NQ       | NQ       | NQ    | NQ      |
| Fernando González | 400 m dowolnym   | 4:35,3     | 26.        | NQ       | NQ       | NQ    | NQ      |
| Eduardo Orejuela  | 100 m motylkowym | 1:00,9     | 26.        | NQ       | NQ       | NQ    | NQ      |
| Eduardo Orejuela  | 200 m motylkowym | 2:23,4     | 27.        | NQ       | NQ       | NQ    | NQ      |

Kobiety
| Zawodnik        | Konkurencja      | Eliminacje | Eliminacje | Półfinał | Półfinał | Finał | Finał   |
| Zawodnik        | Konkurencja      | Czas       | Miejsce    | Czas     | Miejsce  | Czas  | Miejsce |
| --------------- | ---------------- | ---------- | ---------- | -------- | -------- | ----- | ------- |
| Tamara Orejuela | 100 m klasycznym | 1:26,8     | 30.        | NQ       | NQ       | NQ    | NQ      |
| Tamara Orejuela | 200 m klasycznym | 3:08,5     | 29.        | NQ       | NQ       | NQ    | NQ      |

### Zapasy
Mężczyźni – styl wolny
| Zawodnik     | Konkurencja | Runda 1                   | Runda 2            | Runda 3          | Runda 4          | Runda 5          | Finał            | Finał   |
| Zawodnik     | Konkurencja | Przeciwnik Wynik          | Przeciwnik Wynik   | Przeciwnik Wynik | Przeciwnik Wynik | Przeciwnik Wynik | Przeciwnik Wynik | Pozycja |
| ------------ | ----------- | ------------------------- | ------------------ | ---------------- | ---------------- | ---------------- | ---------------- | ------- |
| César Solari | - 52 kg     | Triantafyllidis P DQ/0:08 | Ghorbani P TF/5:00 | NQ               | NQ               | NQ               | NQ               | AC      |
| Marco Terán  | - 57 kg     | Uetake P TF/2:47          | Żedzicki P TF/2:10 | NQ               | NQ               | NQ               | NQ               | AC      |